# ナポリ大聖堂
座標: 北緯40度51分09秒 東経14度15分35秒 / 北緯40.8525度 東経14.2596度

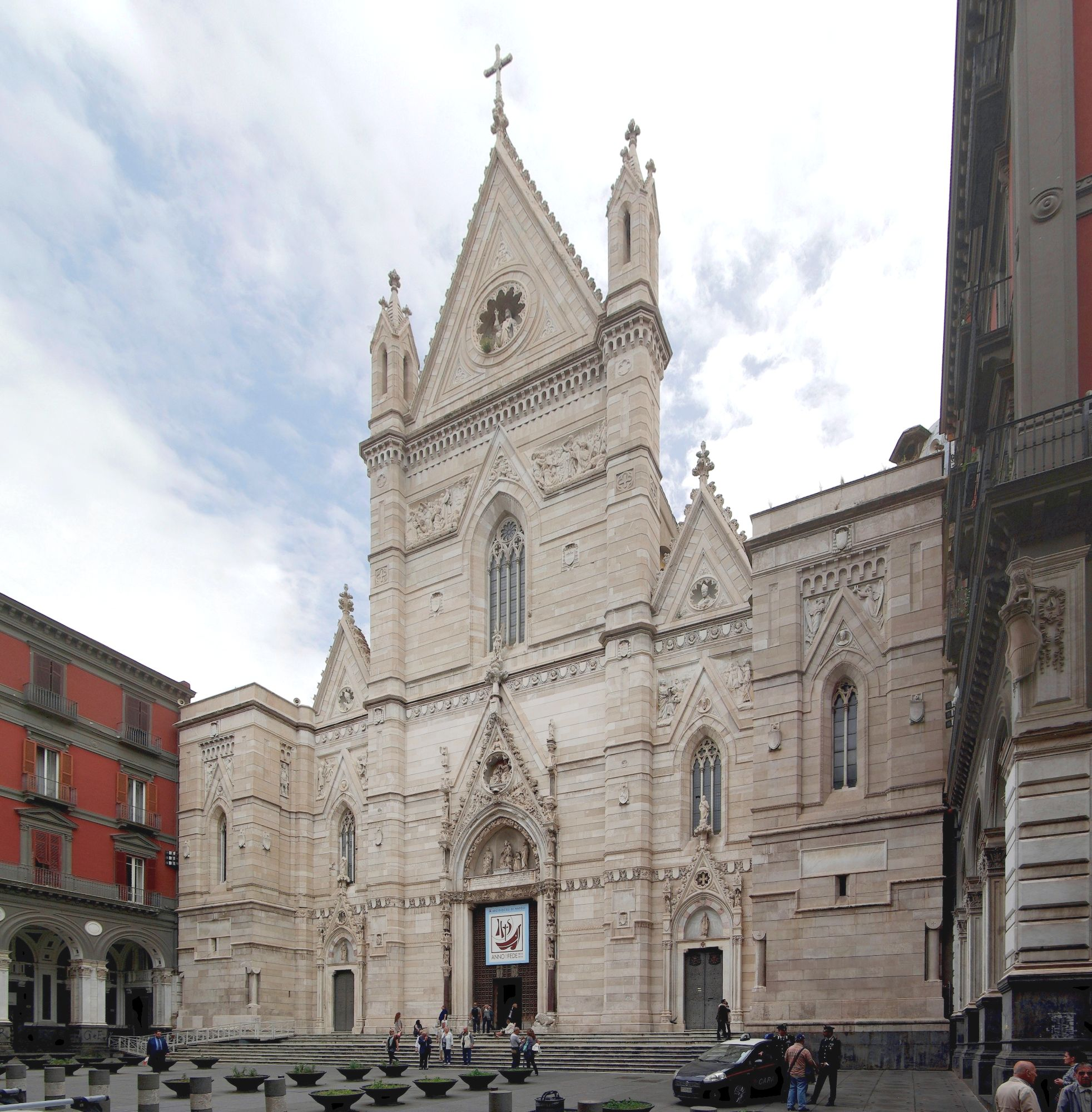
ナポリ大聖堂

ナポリ司教座教会（英文表記:The Cathedral of Naples）は、イタリア南部のナポリにある、主要な教会。教会内の小聖堂はナポリの守護聖人、聖ヤヌアリウス（聖ジェナーロ）に捧げて建てられたものである。聖堂には原則5月の第一土曜日と9月19日の年2回だけ持ち出される、ヤヌアリウスの血液が入った小瓶を収蔵しており、それら年2回の祝祭日には乾ききっているはずのヤヌアリウスの血液が、瓶の中で液状化する。伝承によればこの血液が祝祭日に液体化しなかった場合、ナポリに何か悪いことが起きると考えられている。

## 概要

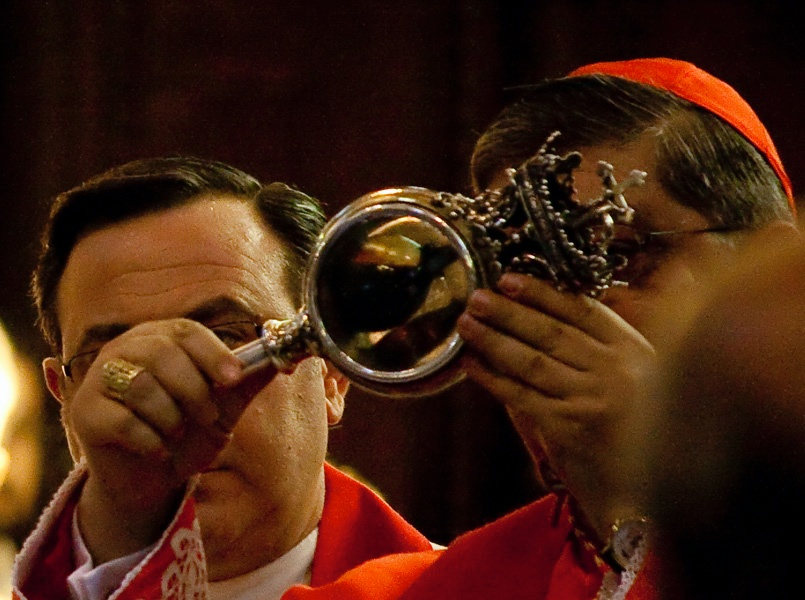
「血の奇跡」の儀式を行う枢機卿クレッセンツィオ・セペ

教会はシチリア王シャルル1世により、建設するよう命じられたものである。建設工事は彼の後継者であるナポリ王シャルル2世（在位1285年 - 1309年）の統治下においても継続され、ナポリ王ロベルトの統治下にあった14世紀初期に完成した。建物は古いキリスト教のバシリカ建築の基礎上に建設され、それらの跡は未だにはっきりと見られる。教会の下にあった遺跡からは、ギリシャやローマの人工物が発掘されている。
聖堂内部の主な呼び物は、聖ヤヌアリウスの宝の礼拝堂 (Chapel of the Treasure of St. Januarius) で、内側にはドメニコ・ザンピエーリとジョヴァンニ・ランフランコ作のフレスコ画、ドメニコやマッシモ・スタンツィオーネ、フセペ・デ・リベーラ作による教会上部の装飾、フランチェスコ・ソリメーナの手による豪華な主要祭壇や、コジモ・ファンザーゴ作の柵など、他にも芸術作品を数々収蔵しており、14世紀フランスの巨匠達による聖遺物箱も含まれている。
他の芸術作品には、ペルジーノ作の「聖母被昇天 (Assumption) 」、ルカ・ジョルダーノの描いた油絵、そして4世紀のモザイク画を含んだ、古きキリスト教の洗礼堂がある。主要な礼拝堂は18世紀に修復されたもので、ピエトロ・ブラッチによるバロック調のレリーフが加えられた。また、ジョヴァンニ・ボッカッチョの作品「デカメロン」でも触れられたミニュトロ礼拝堂は、14世紀のフレスコ画を備えている。その他、地下聖堂はロンバルディアの彫刻家、トマソ・マルヴィートが建築に携わっている。
聖堂のファサードは19世紀後期にエンリコ・アルヴィーノによって手を加えられたものであるが、ティーノ・ディ・カマイーノ作の彫刻をいくつか含んだ、15世紀作の入り口はそのまま保持された。
大聖堂に付け加えられているパラッツォ・アルチヴェスコヴィーレ（Archbishop's Palace、大司教館）の建物は、ナポリ司教管区の司教座が位置する場所となっている。現在の宗教は、クレシェンツィオ・セペである。